# 猫ジョッキー
『猫ジョッキー』（ねこジョッキー）は日本のアニメ。日本中央競馬会によるオリジナルアニメで、2021年5月に放送。第2期は同年11月に放送。アニメーション制作および製作はDLEが行った。

## あらすじ
勝てないサラブレッド・マンネンビリーを一流馬にすべく、調教師がつれてきたのは猫のジョッキーだった。調教師と風変わりな馬主、馬主の娘・主子、猫ジョッキーが、馬乗上手男などライバルたちと争いながらGI勝利を目指していく。

## 登場人物
猫ジョッキー
声 - 湯浅雅恭
30連敗中の勝てないサラブレッド・マンネンビリーの新しいジョッキー。シーズン2の3話で「理想のペットジョッキー賞」を受賞。
調教師
声 - 浅川聡
マンネンビリーの調教師。
馬主
声 - 大塚明夫
マンネンビリーの馬主。猫ジョッキーを連れてきた張本人。
マンネンビリー
声 -大野智敬（野生化時）
猫ジョッキーが騎乗する馬。
馬乗上手男（うまのりうまお）
声 - 大野智敬
競馬会のスタージョッキー。シーズン2の3話で「最優秀ジョッキー」「ベストジーニストジョッキー」「ベストファーザージョッキー」「メガネベストドレッサージョッキー」「理想の上司ジョッキー」「ジョッキー＆ジョッキー」の各賞を受賞。
馬主子
声 - みゆはん
シーズン２から登場。馬主の娘。
アメリカ版猫ジョッキー
声 - 大野智敬
シーズン２の3話と4話に登場する、海外から来た猫ジョッキー。
はむのすけ
声 -なし
シーズン２の3話に登場する、 主子のペットらしきハムスター

## 各話リスト
出典：
シーズン1
1話「猫ジョッキー、登場」
2話「猫ジョッキー、想像以上に猫っ！」
3話「人のインタビューで、猫まる出し！」
4話「街で猫！！」
シーズン2
1話「安定の猫！」
2話「猫と娘！」
3話「ライバル！猫！」
4話「猫ジョッキーはまたがる！」

## エンディング曲
タイトル不明
作詞　モリ・マサ
作曲　松野恭平
歌　大野智敬

## 放送局
| 放送地域   | 放送局                     | 放送期間                                                          | 放送日時           | 放送系列                        | 備考 |
| ---------- | -------------------------- | ----------------------------------------------------------------- | ------------------ | ------------------------------- | --- |
| 近畿広域圏 | 朝日放送テレビ（ABC）      | 2021年5月6日 - 5月27日（シーズン1） 2021年11月4日 - （シーズン2） | 木曜 23:10 - 23:17 | テレビ朝日系列                  | |
| 千葉県     | 千葉テレビ放送（チバテレ） | 2021年5月7日 - 5月28日（シーズン1）                               | 金曜 7:30 - 8:00   | 独立局 （首都圏トライアングル） | 『ちば朝ライブ モーニングこんぱす』（千葉テレビ放送制作、首都圏トライアングル同時ネット枠）内のコーナーとして放送。 シーズン2はネットしていない。 |
| 神奈川県   | テレビ神奈川（tvk）        | 2021年5月7日 - 5月28日（シーズン1）                               | 金曜 7:30 - 8:00   | 独立局 （首都圏トライアングル） | 『ちば朝ライブ モーニングこんぱす』（千葉テレビ放送制作、首都圏トライアングル同時ネット枠）内のコーナーとして放送。 シーズン2はネットしていない。 |
| 埼玉県     | テレビ埼玉（テレ玉）       | 2021年5月7日 - 5月28日（シーズン1）                               | 金曜 7:30 - 8:00   | 独立局 （首都圏トライアングル） | 『ちば朝ライブ モーニングこんぱす』（千葉テレビ放送制作、首都圏トライアングル同時ネット枠）内のコーナーとして放送。 シーズン2はネットしていない。 |